# 서태지의 음반 목록
아래는 서태지가 발표하거나 참여한 앨범의 목록이다.

## 시나위
- 《Four》: 시나위의 베이시스트로 1990년에 발매된 시나위 4집에 참여하였다. 당시 라인업은 신대철 (기타), 김종서 (보컬), 오경환 (드럼) 이었으며, 4집 이후 시나위는 잠정적 해체를 한다.

## 서태지와 아이들
- 《서태지와 아이들 1집》 (발매:1992년 3월 23일)
- 《서태지와 아이들 2집》 (발매:1993년 6월 21일)
- 《서태지와 아이들 3집》 (발매:1994년 8월 10일)
- 《서태지와 아이들 4집》 (발매:1995년 10월 5일)

### 환경보전콘서트내일은 늦으리
- 《92 내일은 늦으리》 (발매:1992년 11월 30일) : 나를 용서해 주오라는 곡을 불렀다.
- 《93 내일은 늦으리》 (발매:1993년 11월 6일) : 김종서와 함께 상실이라는 곡을 불렀다.

### 원미연3집
- 《원미연3》: 1992년 발매된 3집에서 수록곡 그대 내 곁으로를 작곡하였다. 서태지가 다른 가수에게 곡을 준 것은 원미연과 양현석, 아이유뿐이다.

## 은퇴이후 컴백이전
- 서태지와 아이들 멤버였던 양현석의 1집 앨범 중 '아무도 안 믿어'라는 곡을 작곡 및 목소리 샘플링

## 솔로
- 《Seo Tai Ji》(서태지, 발매: 1998년 7월 7일) : 미국 체류 상태에서 발표한 앨범으로, 실제 앨범 활동은 전혀 하지 않았음에도 화제가 되어 100만 장 이상의 판매량을 기록하였다.
- 《서태지 6집》 (발매: 2000년 9월 8일) : 본격적인 컴백 앨범. 발매 당일 초동 90만장 판매로 역대 초동 최다 판매 기록을 갖고 있다. 뉴 메탈 계열
- 《Seotaiji 7th Issue》(세븐스 이슈, 발매:2004년 1월 24일) : 복귀 공연으로 콘 등과의 협연을 하였다.
- 《Seotaiji 8th Atomos》(아토모스, 발매: 2009년 7월 1일) : 네 번째 솔로 앨범이다. 네번째 솔로앨범이 발매되기 4개월 전인 2009년 3월 10일 싱글 앨범 〈Atomos Part Moai〉(아토모스 파트 모아이)를 우선 발매하여 선예약 주문으로 10만여 장, 지금까지 총 20만여 장을 판매하였다. 8집에서는 그간 간간히 실험적인 모습으로 나타났던 그의 일렉트로니카가 본격적으로 나올 것이라는 기대가 많았다. 그는 네이처 파운드(nature pound)라는 전혀 새로운 자신만의 장르를 만들었다고 밝혔다. 이에 대해 팬들은 서태지의 실험성에 또 다시 박수를 보냈지만, 한 편에서는 실험성보다는 대중성에 초점이 맞춰져 있다는 평가도 전 앨범에 비해 많아진 것이 사실이다. 2009년 3월 10일 두 번째 싱글인 〈Seotaiji 8th Atomos Part Secret〉(아토모스 파트 시크릿)을 발매한 뒤, 7월 1일 모든 싱글 앨범의 곡들에 2개의 신곡, 2곡의 리믹스가 새롭게 추가된 정식 앨범을 발표하였다.
- 《Quiet Night》(콰이어트 나이트, 발매: 2014년 10월 20일): 다섯번째 솔로 앨범으로 아이유가 참여한 콜라보곡 소격동을 발매전 선공개하여 화제를 모았다.

## 라이브 및 베스트 앨범
서태지는 정규 앨범을 발표할 때마다 라이브 앨범을 발표하였다.
- 《Live & Techno Mix》(라이브 앤 테크노 믹스, 발매: 1992년 11월 20일) : 그해 8월에 있었던 라이브 공연실황 일부와 1집 앨범의 리믹스 곡을 수록하였다.
- 《'93 마지막 축제》 (발매: 1994년 1월 15일) : 2집 활동을 마무리하는 '93 마지막 축제 공연 실황음반
- 《다른 하늘이 열리고》 (발매: 1995년 3월 27일) : 3집 활동을 마무리하는 '95 다른 하늘이 열리고 공연 실황음반
- 《Goodbye Best》(굿바이 베스트, 발매:1996년 2월 10일) : 서태지와 아이들 은퇴선언후 발매된 베스트 음반이다. 4집 수록곡 Good Bye 가사버전이 수록되어있다. 2001년 LP판 발매 당시에는 소속사의 일방적인 발매였다 하여 잡음이 많이 발생하였다.
- 《태지의 話(화)》 (발매: 2001년 4월 11일) : 6집 활동을 마무리하는 태지의 話 2000 - 2001 전국투어 공연 실황음반
- 《6th Album Re-recording & ETPFEST Live》(식쓰 앨범 리리코딩 앤 이티피페스트 라이브, 발매: 2003년 2월 20일) : 서태지 데뷔 10주년 기념음반 성격의 앨범으로 6집 재녹음 버전 및 ETPFEST 2002 실황음반과 VCD가 함께 들어있음. 10주년을 기념하여 록버전으로 편곡하여 부른 난 알아요 가 수록되어 있다.
- 《Live Tour Zero 04》(라이브 투어 제로 04, 발매: 2004년 12월 9일) : 7집 활동을 마무리하는 제로투어 04' 공연 실황음반
- 《& Seotaiji 15th Anniversary》(& 서태지 피프틴스 애너버서리, 서태지 15주년 기념발매 - 2007년 11월 29일 : 서태지의 데뷔 15주년(서태지와 아이들 기준) 기념 앨범으로, 1만 5000장 한정 발매되었다. 97,900 원이라는 고가에도 불구, 발매 즉시 매진되었다. 이전에 발표한 7장의 정규 앨범을 모두 수록하고, 리믹스, 라이브 버전이 추가되었다. 〈Watchout〉(와치아웃)이 함께 발표되었다. 후일 팬들의 열화같은 요구로 인해 15주년 기념앨범의 음원이 모두 수록된 1 - 7집 리마스터링판이 순차적으로 재발매되었다.
- 《The Great 2008 Seotaiji Symphony》(더 그레이트 2008 서태지 심포니, 발매: 2009년 12월 24일) : 2008년 9월 27일 있었던 The Great 2008 Seotaiji Symphony의 상암 공연 실황 음반이다. 본 공연에는 있었지만 MBC 방영 당시 나오지 않았던 F.M. Business의 심포니 버전이 실려 있다.
- 《2009 Seotaiji Band Live Tour The Möbius》: (발매 2010년 7월 16일) : 8집 활동을 마무리하는 뫼비우스 2009 전국투어 실황음반이다.
- 《Seotaiji & 20(20th Anniversary Special Edition)》(서태지 & 20(20주년 기념 스페셜 에디션, 발매: 2012년 12월 4일 : 데뷔 20주년을 맞아 아이튠즈를 통해 발매한 스페셜 에디션 앨범이다. 이번 앨범은 그 동안의 베스트 곡을 서태지가 직접 선정한 총 17개 트랙과 비주얼 인터렉티브 북클릿인 아이튠즈 엘피(iTunes LP)를 포함하여 총 18개의 트랙으로 구성되어 있다. 특별히 LP에는 서태지의 아트워크 모음과 사진, 크레딧 등이 실려있다.
- 《2014 - 2015 SEOTAIJI Band Concert Tour `Quiet Night`》(발매: 2015년 8월 7일) : 서태지 9집 활동을 마무리하는 콰이어트 나이트 2014 - 2015 전국투어 공연실황 음반이다.
- 《Seotaiji 25th Anniversary LP 'TIME : TRAVELER'》(발매: 2017년 9월 2일) : 서태지 데뷔 25주년 기념 베스트 앨범이다. LP판으로만 제작되었으며 2,500장 한정 한정 발매되었다. 1집에서 9집까지 총 20곡이 수록되었다.
- 《Seotaiji 25th Anniversary Remake Album》(발매: 2017년 9월 4일) : 서태지 데뷔 25주년 기념 리메이크 앨범이다. 서태지가 선정한 8명의 후배 아티스트들의 리메이크 8곡이 수록되었다.[1]

## 싱글 음반
- 〈시대유감〉(발매: 1996년 7월 10일 -  ※출처: 서태지닷컴) : 서태지와 아이들의 은퇴 이후 있었던 사전심의제도의 폐지(1996년 6월 7일)를 기념하여 발매된 싱글 음반, 시대유감의 가사 무삭제본과 이전 앨범의 곡 일부가 수록되어 있다. '서태지와 아이들'로 발매된 마지막 음반. 대한민국 최초의 싱글 앨범이다.
- 〈Feel the Soul〉(발매: 2001년 10월 11일) : 일본에서 발매되었던 싱글 앨범
- 〈Seotaiji 8th Atomos Part Moai〉(발매: 2008년 7월 29일) : 8집 《Atomos》의 발매 전에 발표한 첫 번째 싱글 앨범
- 〈Seotaiji 8th Atomos Part Secret〉(발매: 2009년 3월 10일) : 8집 《Atomos》의 발매 전에 발표한  두 번째 싱글 앨범

### 디지털 싱글
- 〈Watch Out〉(발매: 2004년) ETPFEST 2004에서 선보인 곡이다. 15주년 기념앨범에도 수록되었다.
- 〈BERMUDA Triangle〉(발매: 2008년) : 서태지 8집 두 번째 싱글〈Seotaiji 8th Atomos Part Secret〉수록곡으로 팬들의 요청으로 싱글발매전 선공개한 것이다.
- 〈너와 함께한 시간속에서〉(발매: 2009년) : 1집 수록곡으로 뫼비우스 2009 투어 공연에서 록버전으로 불렀던 것이다. 뫼비우스 2009 공연실황 음반 발매전 선공개하였다.
- 〈이제는〉(발매: 2013년 5월 20일) : 1집 수록곡으로 ETPFEST 2008에서 록버전으로 부른 것이다.
- 〈소격동〉(발매: 2014년 10월 2일[2], 2014년 10월 10일[3]) : 9집 수록곡으로 아이유 버전과 서태지 버전이 있다. 9집 발매전 선공개하였다.
- 〈Christmalo.win TAK Remix〉(발매: 2015년 1월 9일) : 9집 수록곡으로 크리스말로윈 리믹스 콘테스트 우승자 탁(TAK)의 음원이다.

## DVD
- 《태지의 話 2000~2001》(발매: 2001년 10월 19일) : 태지의 話 2000~2001 공연실황 영상
- 《Live Tour Zero 04》(발매:2005년 2월 21일) : Zero Tour 04 공연실황 영상
- 《2004 Seotaiji Record of 7th》(발매:2005년 11월 18일) : 7집 활동을 담은 DVD
- 《The Great 2008 Symphony》(발매: 2010년 2월 19일) : The Great 2008 Symphony 공연실황 영상
- 《2009 Seotaiji Band Live Tour: The Mobius》(발매: 2010년 11월 10일) : 2009 뫼비우스 공연실황 영상
- 《Seotaiji 8th Atomos [The Film]》(발매: 2011년 9월 23일) : 8집 뮤직비디오와 제작과정 다큐멘터리가 수록되어 있다.
- 《Seotaiji [&] 20: 우리 여기 있어요》(발매: 2012년 12월 21일) : 서태지 20주년 기념 DVD로 93'마지막축제와 95'다른 하늘이 열리고 공연실황 영상을 디지털로 복원하였다.
- 《Etp Festival 08x09 Seotaiji》(발매: 2013년 5월 28일) : ETPFEST 2008, 2009 공연실황 영상과 관련 다큐멘터리로 구성되어 있다.
- 《2014-2015 서태지 밴드 라이브 투어 ‘Quiet Night》(발매: 2016년 3월 4일) : 2014-2015 Quiet Night 공연실황 영상
- 《SEOTAIJI RECORD OF THE 9TH 'MIRACLE'》(발매: 2017년 3월 30일) : 9집 활동을 담은 DVD
- 《Seotaiji 25 TIME : TRAVELER DVD & BLU-RAY》(발매: 2018년 10월 22일) : 서태지 25주년 기념공연 'Seotaiji 25 TIME : TRAVELER' 실황영상